# California Highway Patrol
La California Highway Patrol (CHP) è un'agenzia statale di Pubblica Sicurezza. È la polizia dello stato della California.
Il distintivo, che gli agenti portano sul petto a sinistra e tutti i veicoli sulla fiancata, raffigura il sigillo dello stato della California al centro di una stella a sette punte, ognuna delle quali ha un preciso significato morale (dalla punta in alto a sinistra in senso orario): "Carattere, Integrità, Conoscenza, Giudizio, Onore, Lealtà, Cortesia".
Gli agenti della CHP, soprannominati chippie, vestono uniformi color cachi o blu scuro, a seconda dei ruoli.

## Storia
Creata il 14 agosto 1929 con funzione esclusiva di polizia stradale, ha assunto responsabilità sempre più consistenti negli anni, sino ad assorbire, nel 1995, la "California State Police", ed assumere la responsabilità della sicurezza di tutto il personale governativo e degli edifici statali, diventando così il più grande corpo di polizia di stato degli Stati Uniti d'America.
Dopo gli attacchi terroristici dell'11 settembre 2001, la California Highway Patrol è divenuta responsabile della sicurezza di tutti gli obiettivi sensibili. La California Highway Patrol include anche un'unità speciale SWAT pronta ad intervenire in caso di attacco 24 ore su 24.

## Motto
Il motto del corpo recita: Safety, Service and Security ("Sicurezza e Servizio").

## Gradi
| Grado                  | Distintivo di grado |
| ---------------------- | ------------------- |
| Commissioner           |                     |
| Deputy Commissioner    |                     |
| Assistant Commissioner |                     |
| Chief                  |                     |
| Assistant Chief        |                     |
| Captain                |                     |
| Lieutenant             |                     |
| Sergeant               |                     |
| Officer                |                     |
| Cadet                  |                     |

## Numero di telefono
L'agenzia risponde all'unico numero di emergenza uguale per tutti gli Stati Uniti (911).

## Cinema e televisione
L'agenzia governativa è stata resa famosa in tutto il mondo dal telefilm CHiPs, andato in onda negli Stati Uniti tra il 1977 e il 1983 e riproposto più volte in Italia sino ai giorni nostri.

## Galleria d'immagini

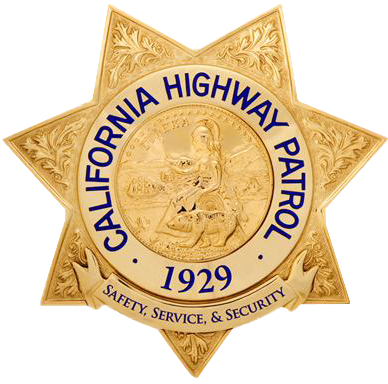
Distintivo della California Highway Patrol
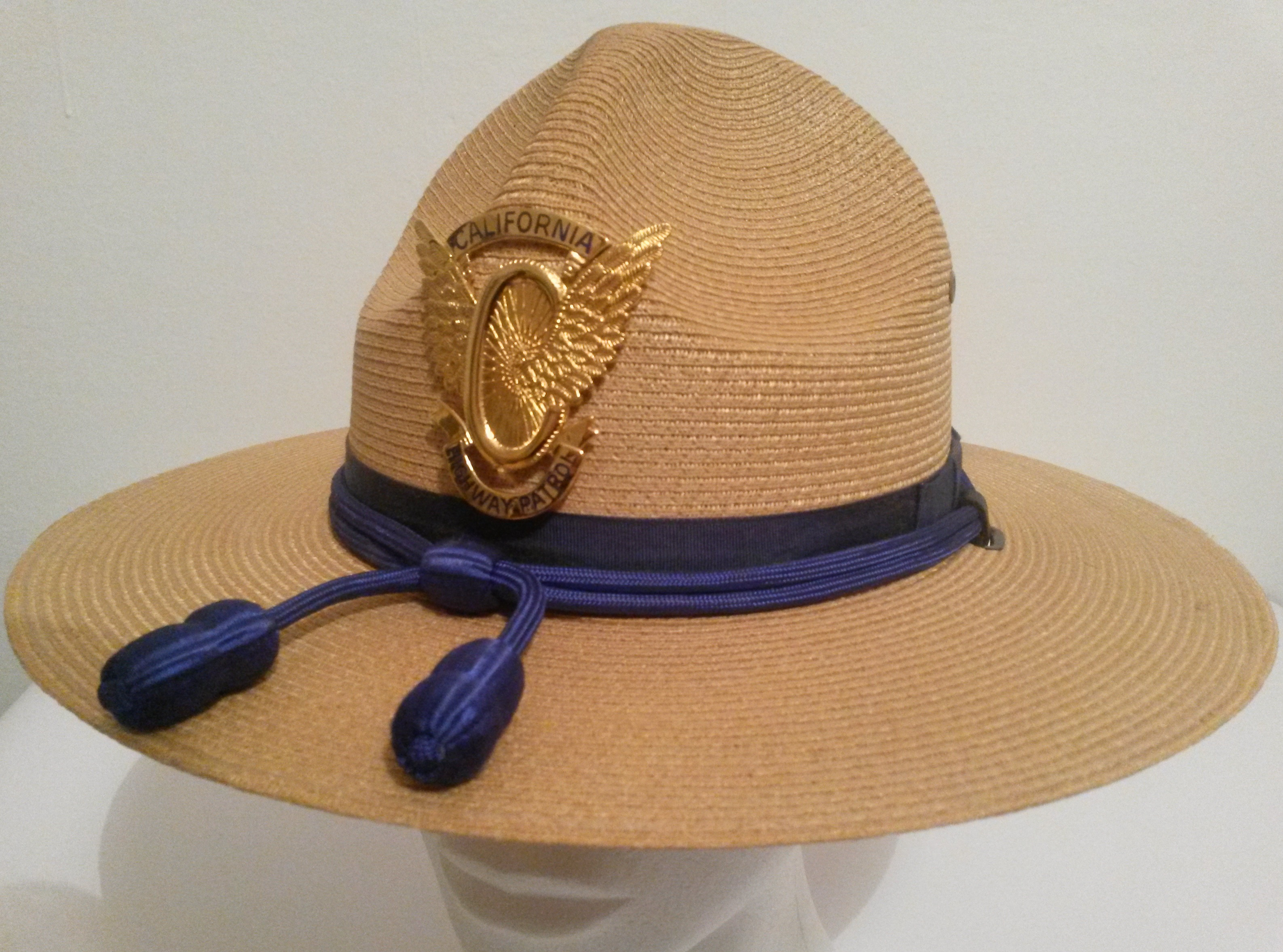
Cappello da agente CHP
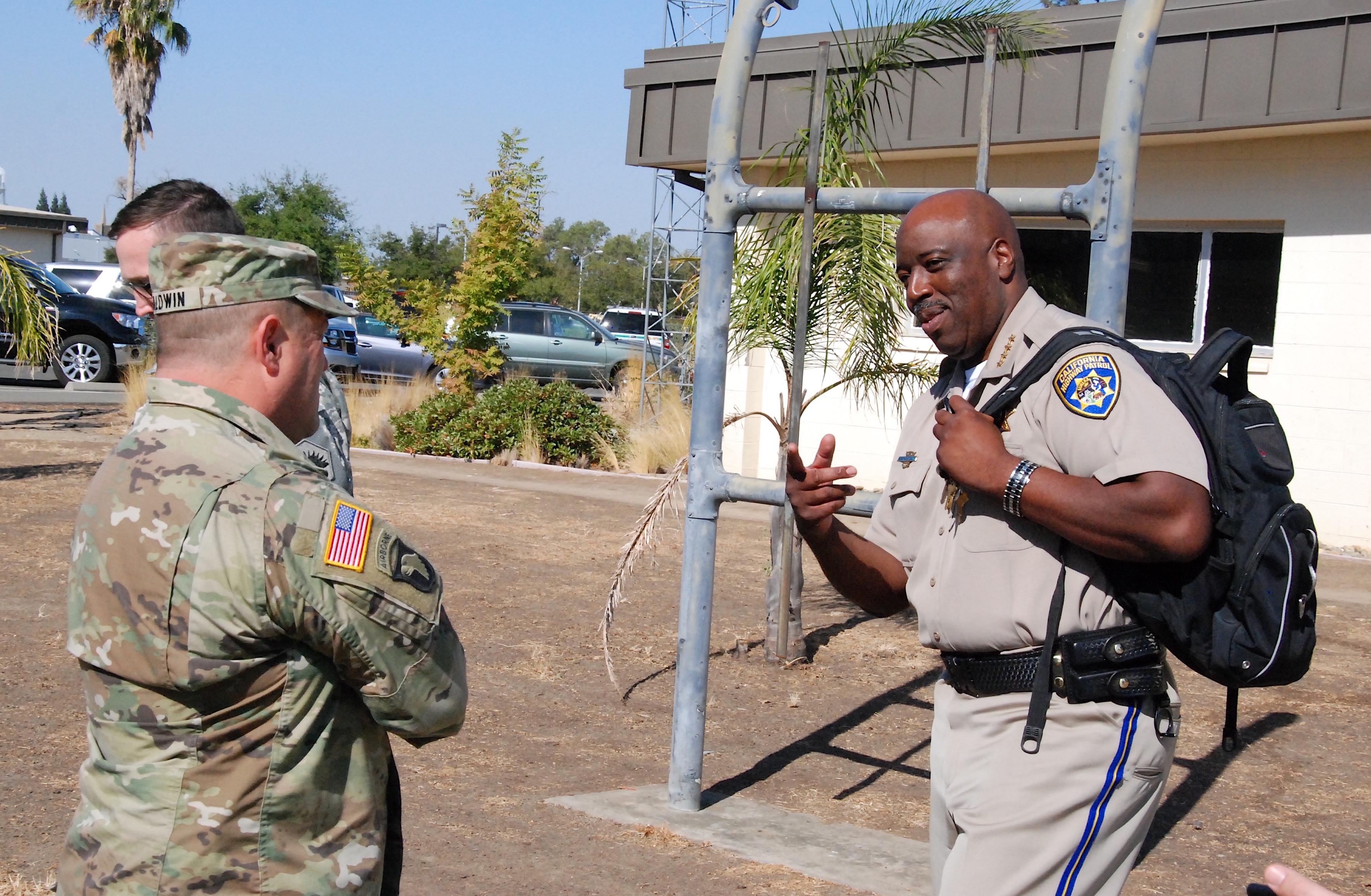
Warren Stanley - Comandante CHP